# Dario Galli
Dario Galli (Nicastro, 1º marzo 1914 – Catanzaro, 24 ottobre 1977) è stato un poeta italiano.

## Biografia
Nato da Davide Galli, insegnante elementare molto conosciuto e stimato e da Rosina Adelina De Sensi (seconda moglie) di nobile lignaggio, il poeta ebbe cinque fratelli: Italo (caduto nella battaglia di Cefalonia), Gilda, Alda, Dora e Mario.
Iniziò i suoi studi sin dalla giovane età proprio grazie all'attenta e scrupolosa guida del padre insegnante.
Dopo aver conseguito il diploma magistrale partì volontario per la Spagna con il grado di Sottotenente, dove cominciò a scrivere le sue prime poesie nate dal sentimento nostalgico per i suoi cari. Tornato in Italia con la Croce al Merito di guerra fu richiamato alle armi all'inizio della II guerra mondiale.
Terminata la guerra ebbe un impiego a Nicastro presso l'agenzia del Banco di Napoli: in quegli anni conobbe e sposò Irma Giordano, maestra di scuola elementare dalla quale ebbe cinque figli.
Tra gli anni cinquanta e sessanta collaborò al mensile storico letterario "Calabria Letteraria", fondando l'accademia "Neocastrum" che lo vide impegnato per molti anni come presidente.
Morì vittima dell'assenteismo sanitario nell'ospedale di Catanzaro il 24 ottobre 1977.

## Titoli conseguiti
Riconoscimenti letterari e governativi tra cui le Commende, il Cavalierato, le medaglie al valor militare, le lauree ad honorem e i premi letterari. L'università Calabrese della terza età ha dedicato al poeta il libro intitolato, appunto, "Dario Galli" scritto a cura del Prof. Eugenio Leone.

## Le opere
- Canti perduti (1953)
- Sette faville (1955)
- Strade del mio paese (1956)
- Canti crepuscolari - Liriche (1957 Roma)
- Il dono (1961 Roma)
- Allu cantu d' 'a vrascera (1962 Roma) Il suo capolavoro in vernacolo nicastrese
- Canto di zingari